# Áustria nos Jogos Olímpicos de Inverno de 1998
A Áustria participou dos Jogos Olímpicos de Inverno de 1998 em Nagano, Japão.

## Medalhas
| Atleta                                                                         | Esporte             | Evento                   | Medalha |
| ------------------------------------------------------------------------------ | ------------------- | ------------------------ | ------- |
| Mario Reiter                                                                   | Esqui alpino        | Combinado masculino      | Ouro    |
| Hermann Maier                                                                  | Esqui alpino        | Slalom gigante masculino | Ouro    |
| Hermann Maier                                                                  | Esqui alpino        | Super-G masculino        | Ouro    |
| Stephan Eberharter                                                             | Esqui alpino        | Slalom gigante masculino | Prata   |
| Hans Knauss                                                                    | Esqui alpino        | Super-G masculino        | Prata   |
| Alexandra Meissnitzer                                                          | Esqui alpino        | Slalom gigante feminino  | Prata   |
| Michaela Dorfmeister                                                           | Esqui alpino        | Super-G feminino         | Prata   |
| Markus Gandler                                                                 | Esqui cross-country | 10 km clássico masculino | Prata   |
| Christian Mayer                                                                | Esqui alpino        | Combinado masculino      | Bronze  |
| Hannes Trinkl                                                                  | Esqui alpino        | Downhill masculino       | Bronze  |
| Thomas Sykora                                                                  | Esqui alpino        | Slalom masculino         | Bronze  |
| Alexandra Meissnitzer                                                          | Esqui alpino        | Super-G feminino         | Bronze  |
| Christian Hoffmann                                                             | Esqui cross-country | 50 km livre masculino    | Bronze  |
| Angelika Neuner                                                                | Luge                | Individual feminino      | Bronze  |
| Andreas Widhölzl                                                               | Salto de esqui      | Pista normal individual  | Bronze  |
| Reinhard Schwarzenberger Martin Höllwarthr Stefan Horngacherr Andreas Widhölzl | Salto de esqui      | Pista longa por equipes  | Bronze  |
| Brigitte Koeck                                                                 | Snowboard           | Slalom gigante feminino  | Bronze  |

Legenda
| Recorde mundial      | Recorde mundial (World record)               |                       | Recorde africano                      | Recorde africano (African) |                                           | Q | Classificado por posição (Qualified) |
| Recorde olímpico     | Recorde olímpico (Olympic record)            | Recorde da América    | Recorde da América (Americas)         | q                          | Classificado por melhor tempo (Qualified) |   |                                      |
| Melhor marca do ano  | Melhor marca do ano (World leading)          | Recorde asiático      | Recorde asiático (Asian)              | DNS                        | Não largou (Did not start)                |   |                                      |
| Recorde nacional     | Recorde nacional (National record)           | Recorde europeu       | Recorde europeu (European)            | DNF                        | Não terminou (Did not finish)             |   |                                      |
| Recorde pessoal      | Recorde pessoal do atleta (Personal best)    | Recorde da Oceania    | Recorde da Oceania (Oceania)          | DSQ / DQ                   | Desclassificado (Disqualified)            |   |                                      |
| Recorde da temporada | Recorde da temporada do atleta (Season best) | Recorde sul-americano | Recorde sul-americano (South America) | NM                         | Sem marca (No mark)                       |   |                                      |